# Distrito electoral de Friendsville (Illinois)
Friendsville (en inglés: Friendsville Precinct) es un distrito electoral ubicado en el condado de Wabash en el estado estadounidense de Illinois. En el Censo de 2010 tenía una población de 550 habitantes y una densidad poblacional de 7,59 personas por km².

## Geografía
Friendsville se encuentra ubicado en las coordenadas 38°30′58″N 87°48′29″O / 38.51611, -87.80806. Según la Oficina del Censo de los Estados Unidos, Friendsville tiene una superficie total de 72.46 km², de la cual 72.43 km² corresponden a tierra firme y (0.04%) 0.03 km² es agua.

## Demografía
Según el censo de 2010, había 550 personas residiendo en Friendsville. La densidad de población era de 7,59 hab./km². De los 550 habitantes, Friendsville estaba compuesto por el 99.27% blancos, el 0% eran afroamericanos, el 0% eran amerindios, el 0% eran asiáticos, el 0% eran isleños del Pacífico, el 0% eran de otras razas y el 0.73% pertenecían a dos o más razas. Del total de la población el 0.18% eran hispanos o latinos de cualquier raza.